# Abraham z Kaszkaru
Abraham z Kaszkaru, zwany Wielkim (ur. ok. 492 lub 503 w Kaszkarze w Persji, zm. 8 stycznia 588) – syryjski mnich, autor wielu reguł zakonnych, założyciel i opat Wielkiego Klasztoru. Jest uważany za twórcę monastycyzmu stricte nestoriańskiego.

## Żywot
U pierwszych chrześcijan syryjskich i Mezopotamii życie zakonne było bardzo popularne. Wszyscy mnisi i mniszki byli nomadami Al-Hira z klasztoru założonego przez Mar Awgina ok. 350. Abraham prowadził działalność misyjną wśród Arabów. Żył pośród mnichów egipskich w Sketis. Później studiował teologię w Nisibis w Syrii oraz w Izla-Gebirges. Stamtąd udał się w pobliże góry Izla powyżej Nisbis, nieopodal Edessy (obecnie: Şanlıurfa), gdzie założył klasztor z surowymi zasadami i w 571 nadał mu własną regułę. Był to pierwszy cenobityk na tych terenach. Trzeci opat klasztoru, Babaj Wielki, był jego uczniem.

## Kult
Abraham jest uznawany za świętego i doktora przez Asyryjski Kościół Wschodu.
Jego wspomnienie obchodzone jest w szósty piątek po Epifanii.